# Burak Eris
Burak Eris (* 17. Juli 1989 in Grabs) ist ein liechtensteinischer Fussballspieler türkischer Abstammung.

## Karriere

### Verein
In seiner Jugend spielte er für den FC Schaan, bei dem er 2007 in den Herrenbereich befördert wurde. 2008 wechselte er in die Schweiz in die Mannschaft des FC Buchs. 2010 kehrte er zum FC Schaan zurück. Nach einer Station beim FC Balzers schloss er sich in der Winterpause der Saison 2013/14 dem Schweizer Verein Chur 97 an. Doch schon nach einem halben Jahr zog Burak Eris zum USV Eschen-Mauren weiter. 2015/16 spielte er eine weitere Saison beim FC Schaan. 2016 wechselte er erneut in die Schweiz zum FC St. Margarethen. Im Februar 2019 verliess er den Verein in der Rückrunde in Richtung FC Buchs. Seit Sommer 2019 steht er dort aber wieder unter Vertrag.

### Nationalmannschaft
Eris gab sein Länderspieldebüt für die liechtensteinische Fussballnationalmannschaft am 6. Februar 2013 beim 0:1 gegen Aserbaidschan im Rahmen eines Freundschaftsspieles, als er in der 88. Minute für Mathias Christen eingewechselt wurde.